# Балаклейский цементный завод
Балаклейский цементный завод (укр. Балаклійський цементний завод) — промышленное предприятие в городе Балаклея Харьковской области.
Входит в состав Ассоциации производителей цемента Украины.

## История

### 1959—1991
Строительство Балаклейского цементного завода по проекту харьковского проектного института «Южгипроцемент» началось в 1959 году на юго-западной окраине города Балаклея, сырьевой и топливной базой для завода стали Шебелинское газовое месторождение и Шебелинское месторождение мела и глины (у села Меловая Балаклейского района), электроснабжение обеспечивала Змиевская ГРЭС.
29 июля 1963 года была введена в эксплуатацию первая очередь завода и получена первая продукция — высокомарочный цемент, в 1968 году — введены в строй производственные мощности по изготовлению шифера и асбоцементных труб. В 1972 году была введена в эксплуатацию вторая очередь завода, после чего предприятие было преобразовано в Балаклейский цементно-шиферный комбинат имени 50-летия СССР.
В 1970е — 1980е годы предприятие входило в число ведущих предприятий города.
В 1976 году производственные мощности комбината составляли 3,6 млн тонн цемента, 200 млн условных плиток шифера и 2,1 тыс. условных километров асбоцементных труб.
В 1978 году комбинат выпускал портландский и шлакопортландский цемент, шифер и асбоцементные трубы, здесь действовали четыре технологические линии по производству цемента с вращающимися печами 5×185 м и одна линия с самой мощной в СССР вращающейся печью 7×230 м, шесть листоформовочных машин, две трубные машины, а также роторные комплексы, высокопроизводительные сырьевые мельницы и иное оборудование.
21 октября 1987 года Совет министров УССР принял постановление о реконструкции предприятия, которая была запланирована на 1988—1995 годы и предусматривала расширение производственных мощностей, внедрение энергосберегающей технологии производства цемента и осуществление комплекса природоохранных мероприятий.
11 октября 1989 года комбинат вошёл в состав концерна по производству цемента.

### После 1991
После провозглашения независимости Украины комбинат стал одним из крупнейших цементных заводов Украины.
В мае 1995 года Кабинет министров Украины включил комбинат в перечень предприятий, подлежащих приватизации в течение 1995 года, после чего он был приватизирован и преобразован в открытое акционерное общество. В 1996 году в результате разделения комбината были созданы два самостоятельных предприятия: Балаклейский цементный завод и Балаклейский шиферный комбинат.
В августе 1997 года завод был включён в перечень предприятий, имеющих стратегическое значение для экономики и безопасности Украины.
В 1999 году объем производства в денежном выражении составил 64,1 млн. гривен, в 2000 году — 104,8 млн гривен. Первые четыре месяца 2001 года завод простаивал, производственные мощности были запущены в мае 2001 года, но к середине ноября 2001 года завод произвёл продукции на сумму 79,1 млн гривен и вышел на показатели положительной рентабельности.
В 2001 году Кабинет министров Украины принял решение о продаже государственного пакета акций предприятия и в апреле 2002 года Фонд государственного имущества Украины продал на Киевской международной фондовой бирже находившийся в государственной собственности контрольный пакет акций (25 % + 1 акция) за 96,437 млн гривен.
В 2003 году завод произвёл 1,504 млн т цемента, численность работников предприятия составляла 2610 человек.
В 2004 году завод произвёл 1,753 млн т цемента общей стоимостью 195,593 млн гривен и завершил 2004 год с чистым убытком в 27,3 млн гривен.
7 мая 2005 года Балаклейский цементный завод (в то время — крупнейший цементный завод Украины) перешёл в собственность холдинга «Евроцемент груп».
В 2005 году завод произвёл 2,128 млн тонн цемента (на 21,4 % больше, чем в 2004 году), в 2006 году — 2,607 млн т цемента.
В октябре 2007 года после 15 лет простоя на заводе была вновь введена в эксплуатацию вращающаяся печь для обжига цемента 7×230 м (установленная в 1972 году). Объем инвестиций в ее восстановление и модернизацию составил 30 млн. долларов США.
Начавшийся в 2008 году экономический кризис осложнил положение завода, который произвёл за 2008 год 3 млн тонн цемента, но в связи с сокращением спроса на цемент в январе 2009 года остановил производство клинкера и добычу сырья (хотя в первом квартале 2009 года продолжал производство цемента с использованием складских запасов сырья и полуфабрикатов). За 2009 год завод получил 8 млн гривен чистого убытка, за 2010 год — 117 млн гривен чистого убытка. Численность работников в 2009—2010 была сокращена с 1414 до 1366 человек.
30 марта 2011 года после 848 дней простоя завод возобновил производство клинкера (запустив две из пяти печей по производству клинкера).
За первые девять месяцев 2012 завод произвел 1,060 млн тонн цемента (из которых — 366 тыс. т тарированного цемента), но в целом, с начала 2011 до конца февраля 2013 года объемы производства завода сократились на 30 %.